# Polyporus carneus
Polyporus carneus är en svampart som beskrevs av Fr. 1838. Polyporus carneus ingår i släktet Polyporus och familjen Polyporaceae.   Inga underarter finns listade i Catalogue of Life.